# Neuràlgia occipital
La neuràlgia occipital (NO) o neuràlgia d'Arnold, és una afecció dolorosa d'un nervi que afecta el cap posterior en les distribucions del nervi occipital major, nervi occipital menor, tercer occipital nervi, o una combinació dels tres. És un dolor paroxístic, que dura de segons a minuts, i sovint consisteix en un dolor lancinant que resulta directament de la patologia d'un d'aquests nervis. Hi ha múltiples modalitats de tractament, moltes de les quals tenen una eficàcia ben establerta per tractar aquesta malaltia.

## Causes
La neuràlgia occipital és causada per danys als nervis occipitals, que poden sorgir de trauma (normalment una concussió o un traumatisme cervical), estrès físic al nervi per contracció, flexió o extensió del coll repetitives o com a resultat de compressió del nervi (com ara per un tumor, com l'osteocondroma). Una causa rara és una fuita de líquid cefalorraquidi. Rarament, la neuràlgia occipital pot ser un símptoma de la metàstasi de certs càncers a la columna vertebral. Entre altres neuropaties cranials, també se sap que la neuràlgia occipital es produeix en pacients amb esclerosi múltiple.